# Transports au Vatican
 (janvier 2016).
Si vous disposez d'ouvrages ou d'articles de référence ou si vous connaissez des sites web de qualité traitant du thème abordé ici, merci de compléter l'article en donnant les références utiles à sa vérifiabilité et en les liant à la section « Notes et références ».

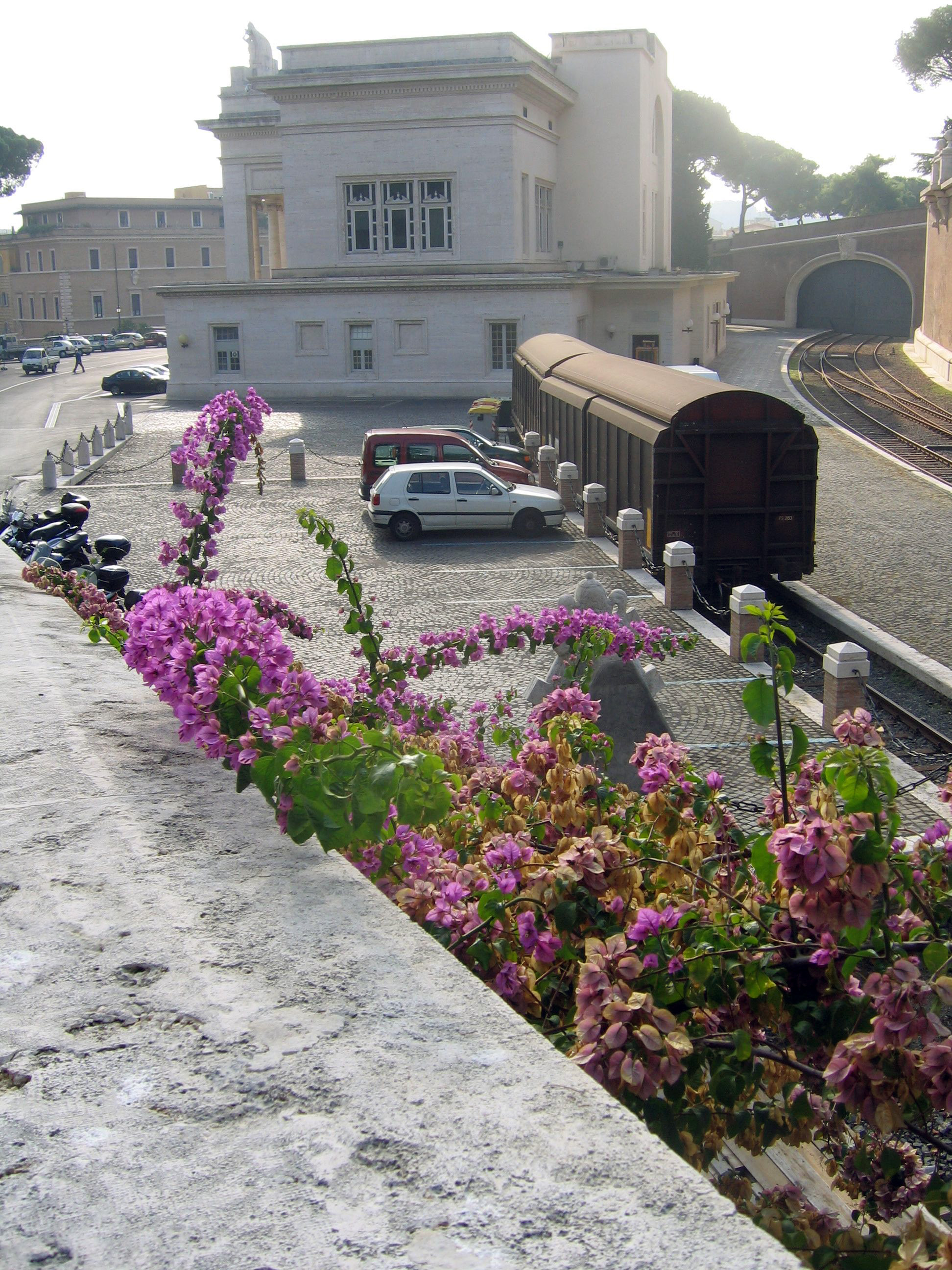
Ancienne gare du Vatican (maintenant magasin).

Les transports au Vatican se limitent notamment à un tronçon de chemin de fer d'une longueur de 862,78 m à voie normale (1,435 m), entre la gare vaticane (inaugurée en 1933), implantée en tranchée dans les jardins de la cité pontificale, tout près de la basilique Saint-Pierre, et la gare de Rome-San Pietro (Stazione di Roma San Pietro), point de connexion avec le réseau ferroviaire italien (Ferrovie dello Stato).

## Voie ferrée

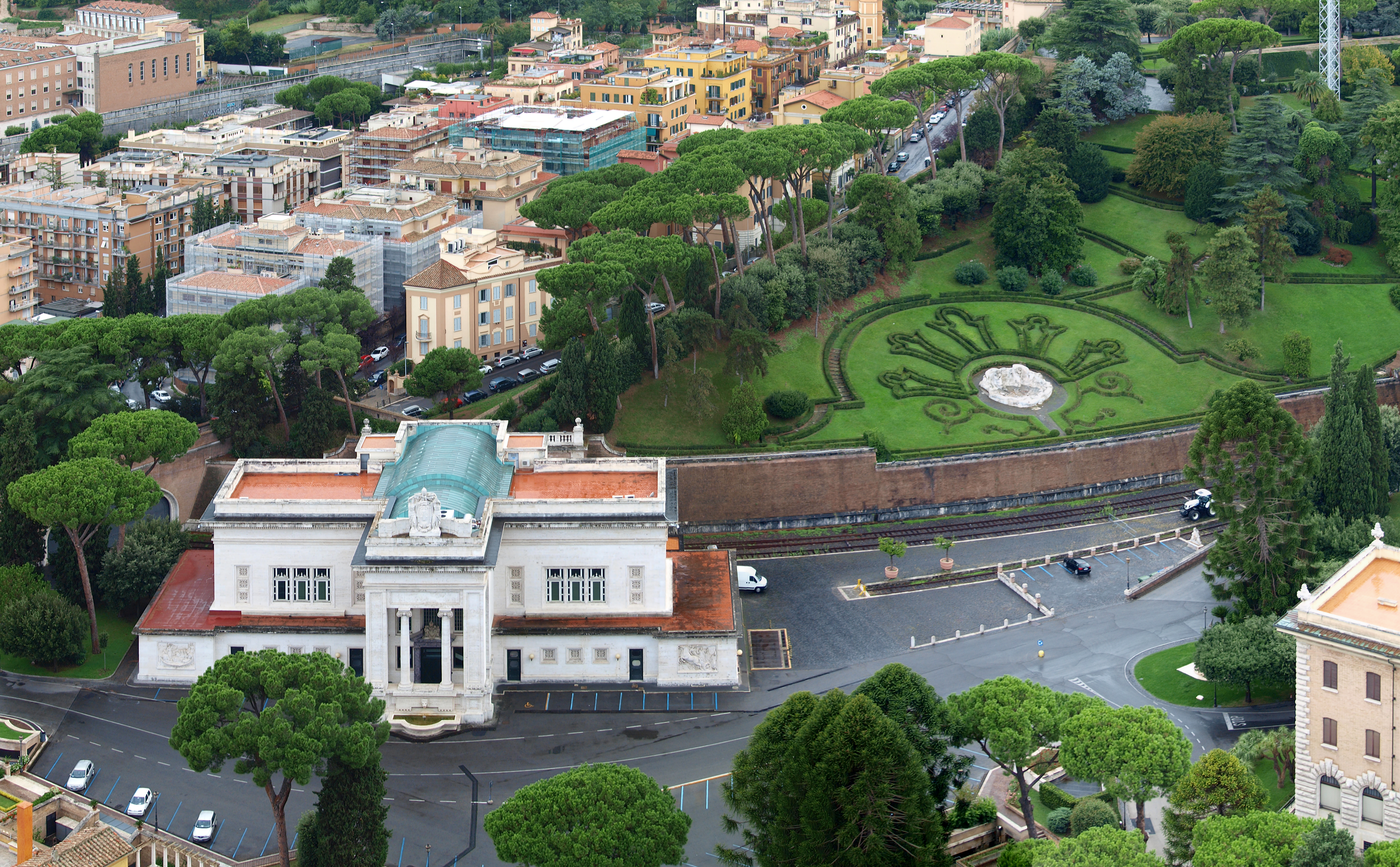
Gare du Vatican

Après avoir franchi un viaduc, situé en territoire italien, la ligne pénètre dans la Cité du Vatican par une arche de 16,7 mètres m de large percée dans les murailles. Elle est normalement fermée par un portail métallique de 35,5 tonnes.
Cette voie ferrée a été construite en application des accords du Latran de 1929. La gare vaticane a été très peu utilisée, surtout pour la réception de wagons de marchandises et de rares trains de pèlerins. Le premier pape à l'utiliser fut Jean XXIII pour effectuer son pèlerinage à Assise le 4 octobre 1962. Le pape Jean-Paul II, qui a parcouru des milliers de kilomètres en avion, l'a empruntée deux fois seulement : la première le 8 novembre 1979 pour se rendre à la gare de triage de Rome-Salario à l'occasion de la XXIe journée du cheminot, et la seconde le 24 janvier 2002 pour se rendre à la basilique Sainte-Marie-des-Anges-et-des-Martyrs (Santa Maria degli Angeli) à Assise lors de la Journée de prière pour la paix dans le monde, en compagnie de représentants des diverses religions. Le Vatican ne possède aucun matériel roulant ferroviaire en propre.

## Autres infrastructures

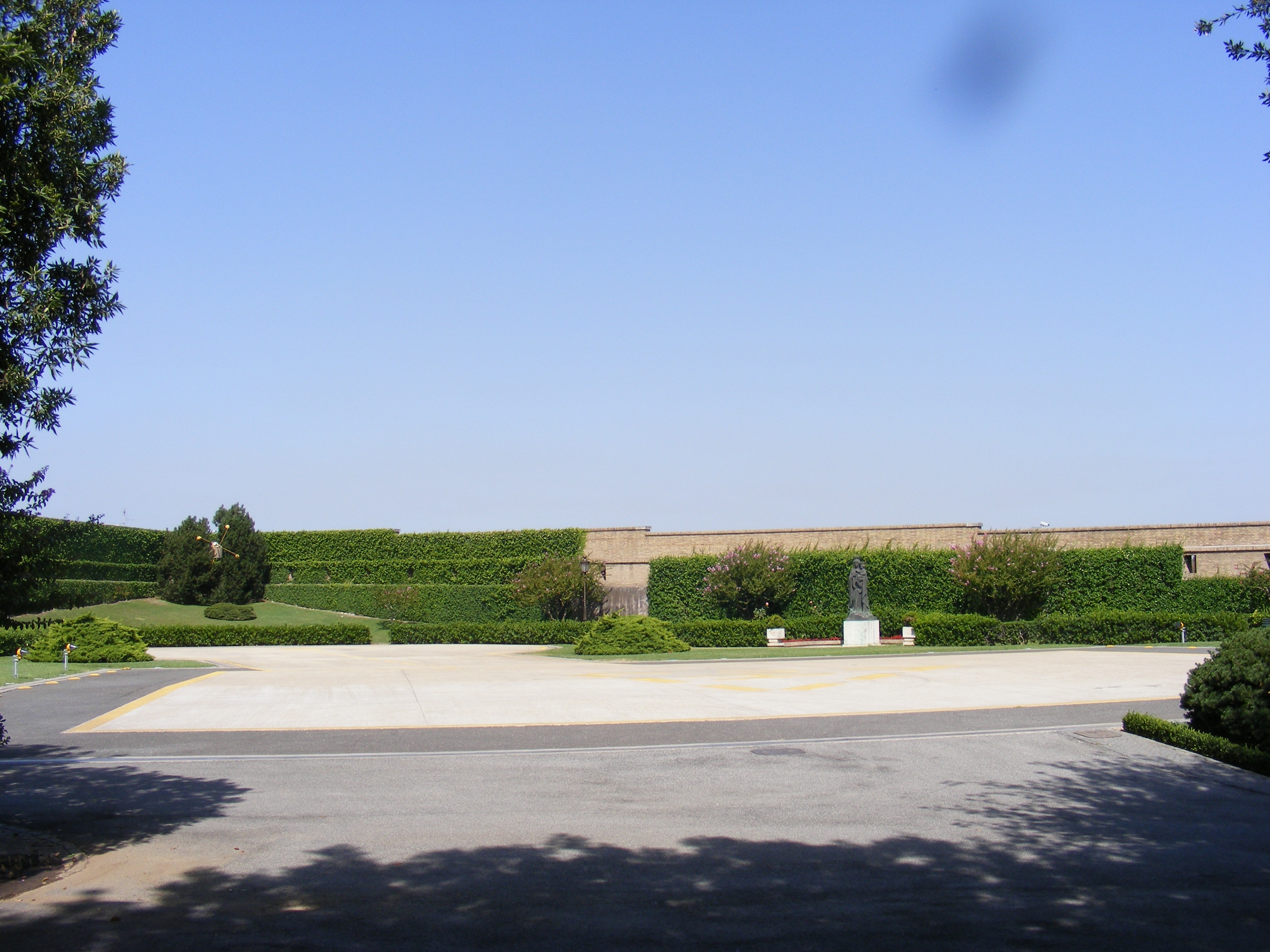
Héliport du Vatican.

- Route : voirie urbaine uniquement.
- Port : Le Vatican ne possède plus de port. Toutefois, le Vatican a possédé un port et un arsenal pontifical ayant servi à la marine pontificale. Celui-ci se trouvait dans le port fluvial de Ripa Grande de Rome en Italie. Il se trouvait juste en aval du Pont antique Sublicius, en italien : Ponte Sublicio.
- Aéroport : néant. Les déplacements du Pape et de sa suite sont assurés par la compagnie nationale italienne Alitalia pour les voyages "aller" et par une compagnie du pays de destination pour les voyages "retour".
- Héliport : il se situe à l'angle ouest derrière la tour Saint-Jean. Son aménagement remonte à 1976[2].